# Svingplade
En svingplade er en mekanisk indretning der anvendes i maskinindustrien til at omsætte en roterende akselbevægelse til en linear frem- og tilbage-bevægelse. En svingplade kan også anvendes til at omsætte en frem- og tilbage-bevægelse til en roterende akselbevægelse og kan dermed erstatte en krumtapaksel i motordesign.